# Swinton (Harrogate)
Swinton – wieś w Anglii, w hrabstwie North Yorkshire, w dystrykcie (unitary authority) North Yorkshire. Leży 48 km na północny zachód od miasta York i 318 km na północ od Londynu.